# Polyrhabda atriplicifolia
Polyrhabda es un género monotípico de fanerógamas pertenecientes a la familia Amaranthaceae. Su única especie: Polyrhabda atriplicifolia, es originaria de África oriental en Somalia.

## Descripción
Es una planta ramificada desde la base con numerosos tallos erectos, rígidos y cilíndricos, densamente blanco-tomentosos, que alcanza un tamaño de 40 cm de altura, tallos poco ramificados arriba. Hojas alternas, estrechas a ampliamente deltoides con márgenes ondulados, poco pecioladas, la hoja de 1-2 x 0,5-1 cm. Flores bisexuales, sésiles, solitarias o en pares en las axilas de las hojas superiores. Tépalos 5, el par exterior deltoideo-ovados, oscuramente nervados 3, con margen hialino. Estilo delgado, de 1 mm.

## Taxonomía
Polyrhabda atriplicifolia fue descrita por  Clifford Charles Townsend y publicado en Kew Bulletin 39: 775. 1984.